# Zarząd Komunikacji Miejskiej w Gdyni
Zarząd Komunikacji Miejskiej w Gdyni (ZKM) – organ samorządu Gdyni zajmujący się organizacją i zarządzaniem pasażerskim zbiorowym transportem miejskim. 
ZKM utworzony został uchwałą Rady Miasta z dniem 1 października 1992 roku, w wyniku której spod kompetencji Miejskich Zakładów Komunikacyjnych (MZK) wyłączono badanie rynku usług komunikacyjnych, opracowywanie rozkładów jazdy, układanie planów taryfowych. ZKM rozpoczął sprawowanie kontroli nad usługami świadczonymi przez MZK. W ciągu ostatnich lat przewoźnicy działający na zlecenie ZKM Gdynia zakupili kilkanaście niskopodłogowych trolejbusów z rodziny Solaris Trollino (Głównie Solaris Trollino 12M) które w 70% zastąpiły starsze pojazdy trolejbusowe. Ostatnio zakupiono również kilka autobusów na gaz ziemny CNG auto MAN Lion’s City G w ramach programu ekologicznego rozwoju komunikacji miejskiej, prowadzonego przez Unię Europejską.
W 2005 roku ZKM w Gdyni uzyskiwał najwyższe w Polsce wpływy ze sprzedaży biletów. Poziom samofinansowania wyniósł 86,19%.
Dyrektorem ZKM od jego powstania do 30 czerwca 2018 r. był Olgierd Wyszomirski. 1 lipca 2018 r. zastąpił go Hubert Kołodziejski.
ZKM świadczy usługi na 108 liniach, na terenie miast: 
- Gdyni
- Sopotu (nie licząc trzech należących do ZTM w Gdańsku)
- Rumi (nie licząc dwóch należących do MZK Wejherowo)
- Redy (tylko linie J, 83, 84 i 87, pozostałe należą do MZK Wejherowo)
- Wejherowa (tylko linia J, pozostałe należą do MZK Wejherowo)
- Gdańska (tylko linie 31, 171 i G, pozostałe należą do ZTM Gdańsk)

oraz gmin:
- Wejherowo (tylko linia 288, pozostałe należą do MZK Wejherowo)
- Kosakowo
- Żukowo (część należy do ZTM w Gdańsku)
- Szemud.

Osobny artykuł: Linie trolejbusowe w Gdyni
Osobny artykuł: Autobusy miejskie w Gdyni